# Será porque te amo
«Será porque te amo» (en italiano, Sarà perché ti amo [saˈra perˈke ti ˈaːmo]) es una canción del grupo italiano Ricchi e Poveri. En 1981, el grupo participó en el Festival de Sanremo con este tema, obteniendo el quinto lugar de la competición. El grupo alcanzó gran popularidad con este tema en su país de origen, así como en España con su versión en español.

## Historia de la canción
Será porque te amo es una versión para España y países latinoamericanos del sencillo Sarà perché ti amo, varios grupos la versionaron, adaptándola a diferentes géneros incluyendo el tropical, el baile y varias formas de música folclórica mexicana conocida como Grupera. La banda latina Los Chicos y Los Chamos, y la banda de Italo-Dance Eu4ya también versionaron la canción, pero las letras fueron muy cambiadas; solo la línea del coro se mantuvo en un versículo y el resto se reordenó para que la canción fuera más atractiva para los adolescentes. La canción aparece en algunas bandas sonoras de películas: "L'Effrontée" (1985), "Spike of Bensonhurst" (1988), "Haute tension" (2003) y "Unmade Beds" (2009). También aparece en series, musicalizando un sketch de la serie chilena 31 Minutos y la serie italiana Este mundo no me hará mala persona. La canción fue rehecha en 2008 en alemán por Diana Sorbello como Das ist, weil ich dich liebe y en 2011 en holandés por Monique Smit y Tim Douwsma como Eén zomeravond met jou. Este tema ha sido versionado por diversos artistas, como la mexicana Thalía, la banda Tigrillos, la banda chilena Ciao (Kudai) y la agrupación mexicana El Combo Loco. También fue interpretado por Lupita D'Alessio.

## Ranking del disco en radios
| Radio (1981)                | Posición |
| --------------------------- | -------- |
| Los 10 Principales Italia   | 1        |
| Los 10 Principales Francia  | 1        |
| Los 10 Principales España   | 1        |
| Los 10 Principales Suiza    | 2        |
| Los 10 Principales Austria  | 7        |
| Los 20 Principales Alemania | 11       |

## Versión de Thalía
Será porque te amo es el segundo sencillo del álbum Lunada de la cantante Thalía, la canción fue escrita por Dario Farina, Daniele Pace, Luis Gómez-Escolar y Enzo Ghinazzi. Solo fue lanzado como sencillo en la radio en Latinoamérica. A pesar de que no tuvo un videoclip o cualquier tipo de promoción, la canción se convirtió en un éxito moderado. 

### Ranking del disco en estaciones de radio hispanoamericanas
| Radio (2008)               | Posición |
| -------------------------- | -------- |
| Los 40 Principales México  | 12       |
| México Top 100             | 36       |
| México Pop 100             | 17       |
| Los 40 Principales Ecuador | 7        |
| Ecuador Top 40             | 21       |
| Paraguay Top 40            | 5        |

## Otras versiones
Durante los partidos del equipo de fútbol Italiano AC Milan, sus hinchas cantan una versión de «Será porque te amo», con la letra modificada, dedicada a la Juventus de Turín uno de sus clásicos rivales. La banda Nos Sobra Aliento canta esta canción cada vez que juega Universitario, con la letra cambiada y lanzada el 2024